# Alexandre Grelier du Fougeroux
Alexandre François Richard Honoré Grelier du Fougeroux, né à La Chapelle-Thémer le 15 mars 1769 et mort à Luçon (Vendée) le 2 septembre 1842, est un officier français.

## Biographie
Fils de François Louis Richard Grelier, seigneur du Fougeroux et d'Aspoix, et d'Honorée Racodet, il épouse le 6 juin 1802 (17 prairial an X) Marie-Louise-Madeleine Buor, veuve de Jacques Buor de La Mulnière, fille de Louis Buor de La Voy de Boislambert et de Marie-Madeleine Buor de La Gobinière. 
Il laisse un fils unique, Ernest Grelier du Fougeroux, père d'Alix du Fougeroux, femme d'Octave de Rochebrune.

### Carrière militaire
Alexandre entre le 1er mai 1787 en tant que volontaire au régiment de cavalerie Royal-Pologne, et y a servi jusqu'au mois de septembre 1791. Il a assisté à l'assemblée de la noblesse réunie à Poitiers pour nommer des députés aux états généraux de 1789. A cette date il émigre et rejoint l'armée du centre, armée contre-révolutionnaire, commandée par les frères du roi en tant que cavalier noble à la coalition du Poitou. Il est stationné au village des Grandes Armoises en Champagne en 1793. Il y devient cadet sous-officier dans le régiment de Hussards du colonel de Hompesch pour le compte de l'Angleterre. Il assiste à l'affaire de Bommel le 12 décembre 1794, lors du passage du Rhin, qui coûte la vie à de nombreux soldats. Il rejoint, toujours en tant que cadet le régiment de Hussards de Choiseul, puis s'embarque pour Quiberon avec l'expédition contre révolutionnaire anglaise de 1795. 
En 1796, il intègre l'armée royale de Bretagne et d'Anjou. Il est attaché au grade d'officier à l'état-major de division du Léon. Il combat notamment à la Roussière, à Béligny, ou à Beauchêne. Entre 1797 et 1798, il se cache car il est traqué et poursuivi comme émigré chouan. En 1799, il s'enrôle dans l'armée royale de Vendée sous les ordres d'Autichamp et Suzannet. Il est nommé chef de division de Vieillevigne, et lorsque Suzannet esst blessé grièvement en novembre 1799, il lui confie le commandement du corps d'armée. En 1814, dans l'armée royale aux ordres du comte de Suzannet, il reprend sesfonctions de chef de division de Vieillevigne. En récompense de ses services, il est nommé chevalier de l'ordre de Saint-Louis le 7 novembre 1814 et le 23 avril 1816 il reçoit le brevet de lieutenant-colonel d'infanterie. 
A la suite de cette riche carrière militaire, il fut ensuite maire de La Chapelle-Thémer, juge de paix du Canton de Sainte-Hermine et membre du conseil d'arrondissement de Fontenay-le-Comte. 

## Sources
- BEAUCHET-FILLEAU, Dictionnaire historique et généalogique des familles du Poitou, 1891-1979: https://archives.vendee.fr/ark:/22574/833118/v0405.simple.selectedTab=search